# Eradicator
Eradicator ist eine deutsche Thrash-Metal-Band aus Olpe in Nordrhein-Westfalen, die im Jahr 2004 gegründet wurde.

## Geschichte
Die Band wurde im Jahr 2004 von den Brüdern Sebastian (E-Gitarre, Gesang) und Jan-Peter Stöber (Schlagzeug), sowie Schulfreund Sebastian Zoppe (E-Bass) gegründet. Die Mitglieder waren dabei zwischen 14 und 16 Jahren alt. Als weiterer Gitarrist kam kurze Zeit später Robert Wied zur Besetzung. Nachdem sie einige Lieder entwickelt hatte, veröffentlichte die Band 2009 ihr Debütalbum The Atomic Blast. Produziert wurde das Album von Jörn Michutta und Matthias Klinkmann. Im Jahr 2012 folgte das zweite Album Madness Is My Name, erneut produziert von Michutta und Klinkmann.

## Stil
Die Band spielt klassischen Thrash Metal im Stil von Bands aus der San Francisco Bay Area, vergleichbar mit den Werken von Exodus, Death Angel und Testament.

## Diskografie
- 2007: Back to the Roots (Demo, Eigenveröffentlichung)
- 2009: The Atomic Blast (Album, Yonah Records)
- 2012: Madness Is My Name (Album, Yonah Records)
- 2015: Slavery (Album, Yonah Records)
- 2018: Into Oblivion (Album, Green Zone Music)
- 2021: Influence Denied (Album, Metalville)
- 2024: The Paradox (Album, Metalville)